# The Vanishing West

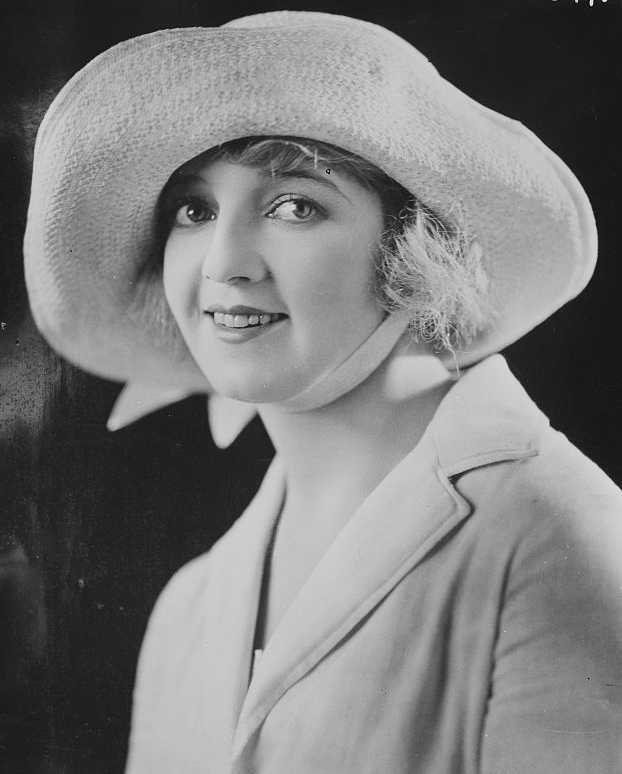
Eileen Sedgwick, estrela do seriado.

The Vanishing West é um seriado estadunidense de 1928, no gênero Western, dirigido por Richard Thorpe, em 10 capítulos, estrelado por Jack Perrin, Eileen Sedgwick, Helen Gibson e Yakima Canutt. O seriado foi produzido e distribuído pela Mascot Pictures, e veiculou originalmente nos cinemas dos Estados Unidos entre 15 de outubro e 17 de dezembro de 1928.
Este seriado é considerado perdido.

## Sinopse
O pai de um menino é acusado injustamente e se torna um fugitivo. O tio tenta se tornar seu guardião, para assumir a fortuna da família.

## Elenco
- Jack Perrin … Jack Marvin
- Eileen Sedgwick … Betty Kincaid
- Jack Dougherty … Jim Marvin (creditado Jack Daugherty)
- Yakima Canutt … Steve Marvin
- Leo D. Maloney … Jack Trent
- William Fairbanks … Long Collins
- Mickey Bennett … Wally Lee (creditado Little Mickey Bennett)
- Helen Gibson … Mrs. Kincaid
- Bob Burns … Robert Lee
- Fred Church
- Harry Lorraine
- Aaron Edwards
- Tom Bay
- Ed Waldron

## Capítulos
1. The Trail to Yesterday
2. The Flaming Trap
3. Thundering Hoofs
4. The Balance of Fate
5. The Chasm of Danger
6. Roaring Wheels
7. The Phantom Roper
8. The Tunnel of Terror
9. The Fatal Second
10. The End of the Trail